# محمد مروانا
محمد مروانا هو عضو في جماعة بوكو حرام المسلحة في نيجيريا. في أغسطس 2013 ادعى أنه تولى قيادة الطائفة من أبو بكر شيكاو، متناقضًا مع التقارير الواردة من الزعيم الروحي لبوكو حرام الإمام ليمان إبراهيم عن مقتل شيكاو وتعيين أبو زميرة لقيادة التنظيم المتشدد. وزعم أنه كان مسؤولاً عن بدء محادثات السلام بين الحكومة النيجيرية وبوكو حرام.

## هجمات كانو
أمر محمد مروانا بتفجيرات كانو في أغسطس 2013 كدليل على أنه كان يسيطر على بوكو حرام. وصرح بأنني وجهت شخصيا للهجوم في كانو لأثبت للعالم أنني الزعيم الحقيقي لبوكو حرام لأنه كانت هناك قوى رجعية في موضوع الحوار ظلت تشكك في قيادتي للطائفة. قبل أن يكون هناك هجوم وقد حدث هذا. إنه تحذير ونحتاج أن نقول مرة أخرى أننا نفذنا الهجمات في كانو.

## عن أبو بكر شكوي
على الرغم من تقارير الزعيم الروحي لجماعة بوكو حرام الإمام ليمان إبراهيم، وتصريحات أبو زميرة عن مقتل أبو بكر شيكاو، أعلن مروانا أن شيكاو قد تم خلعه فقط. وأكد مروانا في أغسطس 2013 أن «شيكاو على قيد الحياة خلافًا للتكهنات، إلا أنه فقد زعامة الطائفة، ولن أخبر بمكان وجوده، لكنه على قيد الحياة ... إلا إذا مات وأنا أتحدث».